# Demande introductive d'instance (droit québécois)
Pour un article plus général, voir Demande introductive d'instance.
En procédure civile québécoise, la demande introductive d'instance est l'un des éléments préalables à l'ouverture de l'instance en justice en vertu des règles du Code de procédure civile du Québec. Il s'agit de la première étape afin d'intenter un recours. Le dépôt de cette demande, en vertu de l'art. 2892. du Code civil du Québec,  avant la fin du délai de prescription, provoque une interruption civile, si cette demande est par la suite signifiée. L'interruption de la prescription n'a pas lieu si la demande introductive d'instance est rejetée, s'il y a désistement, ou péremption.  
En fait, la demande introductive d'instance est un acte de procédure qui explique les éléments essentiels liés au litige. D'une certaine manière, c'est une liste de faits importants, qui, quand, où, comment, pourquoi, quel est l'objectif recherché par l'ouverture des procédures quel est l'objet de la demande.  
À l'art. 142 C.p.c.: «La demande en justice peut avoir pour objet d'obtenir, même en l'absence de litige, un jugement déclaratoire déterminant, pour résoudre une difficulté réelle, l'état du demandeur ou un droit, un pouvoir ou une obligation lui résultant d'un acte juridique».   
En d'autres mots, la demande introductive d'instance peut avoir comme objet principal une réclamation en dommage et intérêt mais, elle pourrait aussi, avoir comme objet la contestation d'un règlement municipal (absence de litige). Elle peut avoir plus d'un objet et il est possible de joindre plusieurs objets dans une seule demande. Par contre, l'art 143 C.p.c. indique que cela est possible dans une même demande à condition que l'objectif recherché soit similaire. Par exemple, on ne pourrait pas demander l'annulation d'un contrat de transport et demander que le défendeur respecte ce même contrat. Plus d'un demandeur peuvent aussi se joindre à l'intérieur d'une même demande tant et aussi longtemps que les questions en litige et les faits soient similaires. Toutefois, il est important de rappeler que de joindre plusieurs objets ou demandeurs peut modifier la structure de la demande. Par exemple, cette pluralité peut affecter la compétence d'attribution du tribunal ou la compétence territoriale compétente.    
La demande introductive d'instance doit être rédigée par le demandeur, son avocat ou son notaire et envoyée au tribunal. Elle doit contenir le nom des parties, leur domicile ou leur lieu de résidence ainsi que la qualité des personnes présentes à l'instance, en vertu de l'art. 100. C.p.c. 
La demande introductive d'instance, dans les affaires dites contentieuses, est régie notamment, par les art. 141-147 C.p.c.  
L'un des principes qui fonde la procédure civil consiste au droit d'être entendu (art. 17. C.p.c). «Le tribunal ne peut se prononcer sur une demande ou, s'il s'agit d'office, prendre une mesure qui touche les droits d'une partie sans que celle-ci ait été entendu ou dûment appelée». Ainsi, toutes les parties invoquées dans la demande introductive d'instance doivent être avisées par notification, sauf pour les exceptions prévues à l'art.123. C.p.c.  

## Notification de la demande introductive d'instance
La notification, en vertu de l'art 109. C.p.c., a pour objet de porter un document à la connaissance de l'ensemble des intéressés. La notification doit être faite après que la demande introductive d'instance ait été déposée au greffe. En vertu de l'art 110. C.p.c., elle peut être faite par tout mode approprié tel que par huissier, par la poste, par la remise du document en main propre, par avis public ou par moyen technologique. Si elle est transmise par huissier quand la loi l'exige, elle prend le nom de «signification» (art. 110 C.p.c.). L'art 139 C.p.c. énumère de façon non exhaustive les actes qui doivent être signifiés (portés à la connaissance des parties par un huissier de justice): 
1. la citation à comparaître adressée à un témoin
2. la demande reconventionnelle ou l'acte d'intervention
3. la mise en demeure de procéder à un bornage
4. le jugement prononçant une injonction ou comportant un autre ordre de faire ou de ne pas faire
5. la déclaration d'appel, la demande pour obtenir la permission d'appeler et le pourvoi en rétractation de jugement
6. en matière d'exécution, l'avis d'exécution, l'opposition à la saisie ou à la vente ou la demande d'annulation de l'une ou de l'autre.

Dans tous les cas, une personne dite accusé de réception est présumée être valablement notifiée (art. 110 C.p.c.).  L'art 111 C.p.c.  établit des conditions particulières sur les modalités temporelles de notification. Voir aussi l'art 83 C.p.c.  au sujet des délais.    
La notification aux entreprises est régie notamment, par l'art. 125. C.p.c.